# Franz Jänggl
Franz Jänggl bzw. Franz Jän(c)kl (* um 1650 im Raum Feldkirchen in Kärnten; † 15. Februar 1734 in Wien), war ein österreichischer Baumeister des Barock. Er arbeitete viel mit Johann Lucas von Hildebrandt zusammen.

## Leben

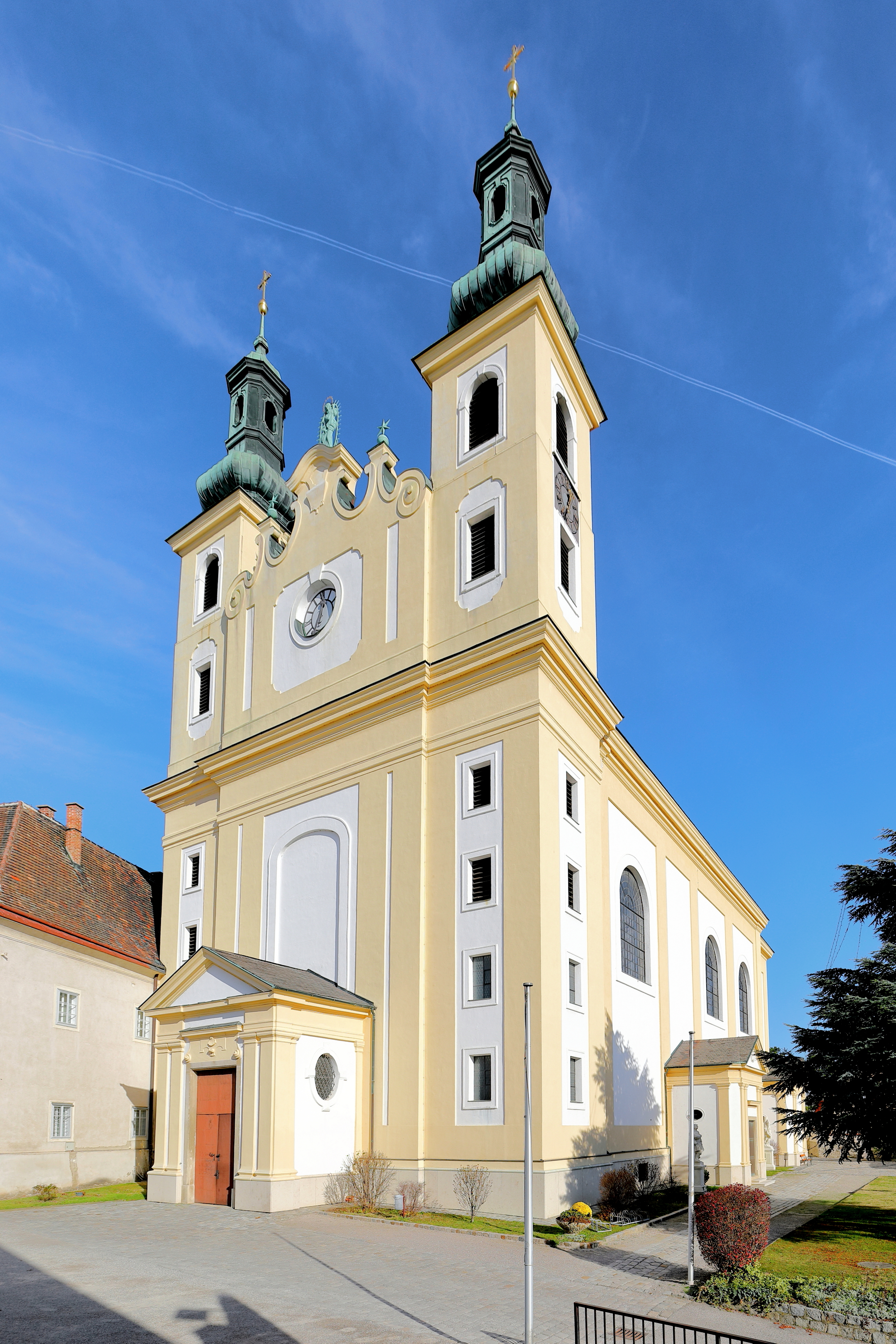
Pfarr- und Wallfahrtskirche in Maria-Lanzendorf (1699–1703)

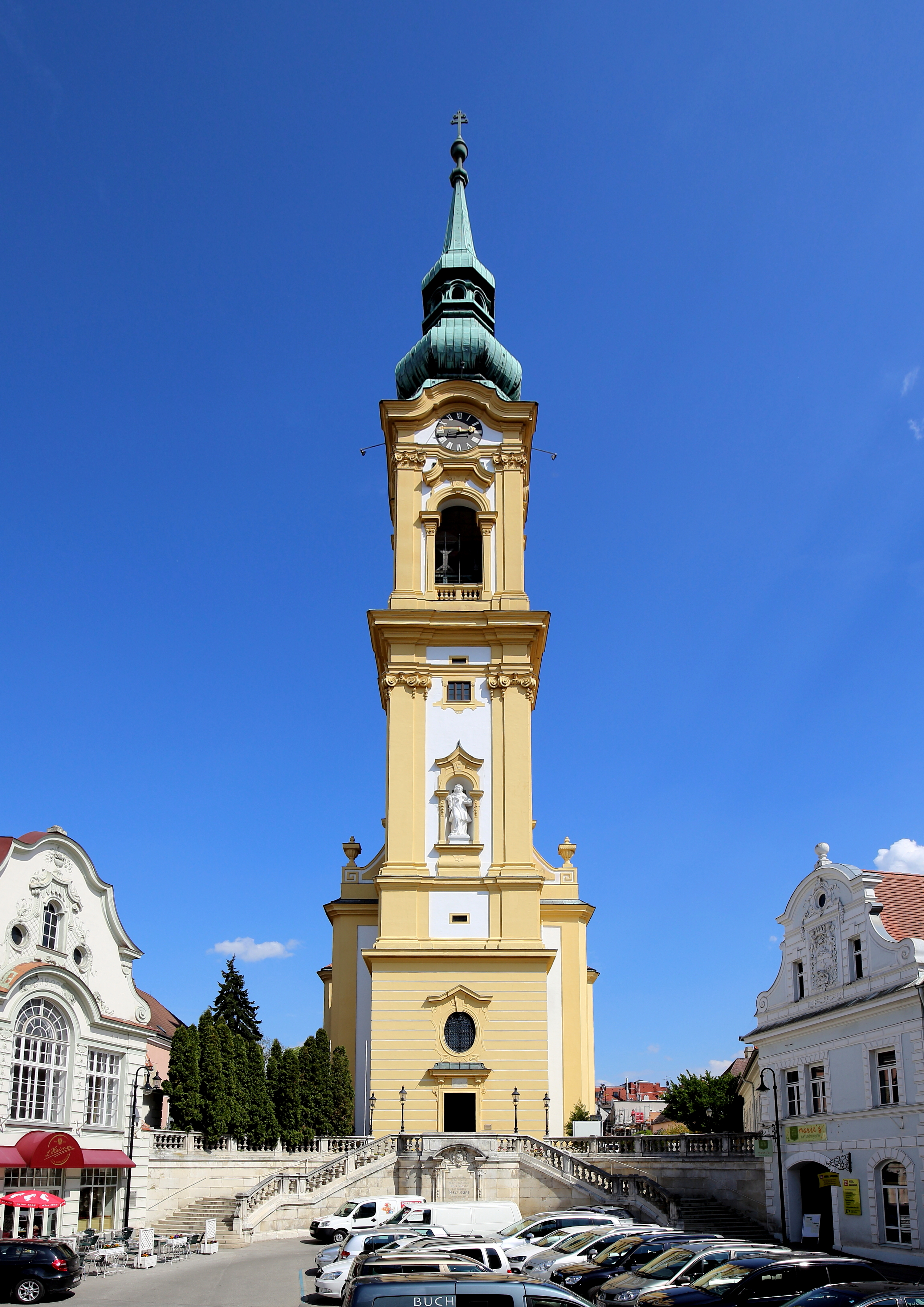
Kirchturm der Stadtpfarrkirche Stockerau (1722–1725)

Ab 1680 ist er in Wien als Geselle des kaiserlichen Hofbaumeisters Lorenz Lahr nachgewiesen, 1683 legte er die Meisterprüfung ab. Er heiratete Anna Sophia, die reiche Witwe des italienischen Baumeisters Francesco Piazoli. Diese Heirat und eine spätere Erbschaft bildeten die Grundlage seines florierenden Bauunternehmens, das zu den größten Wiens gehörte. Durch den Umbau der Hofburg nach 1700, kam er mit Hildebrandt in Kontakt, für den er mehrere Palais und Kirchen in Wien errichtete. Ab 1715 war Jänngl der Klosterbaumeister der Piaristen und leitete etwa 15 Jahre lang den Bau des Klosters und der Kirche Maria Treu in Wien. In Niederösterreich war er der Bauführer Hildebrandts beim Bau der Pfarrkirche Pottendorf. 1719 übernahm er die Bauausführung von Stift Göttweig, 1725 wurde er als 75-Jähriger  Baudirektor des Stiftes.
Eigene Werke sind die Wallfahrtskirche Maria Lanzendorf (1703 geweiht), der Turm der Stadtpfarrkirche von Stockerau (1722 bis 1725), der mit 88 Meter Niederösterreichs höchster Kirchturm ist und die Pfarrkirche in Biedermannsdorf (1727–1728).
Franz Jänggl starb mit 84 Jahren als wohlhabender Baumeister, sein Vermögen und seinen Betrieb erbte sein Neffe Franz Anton Pilgram.

## Der kaiserliche Steinbruch
Vor allem tragende Architekturteile wurden aus härtestem Kaiserstein gearbeitet, so ist eine intensive Zusammenarbeit mit Kaisersteinbrucher Meistern dokumentiert.
Einige Beispiele: